# Digonis terranea
Digonis terranea är en fjärilsart som beskrevs av Butler 1882. Digonis terranea ingår i släktet Digonis och familjen mätare. Inga underarter finns listade i Catalogue of Life.